# Mittlerer Rammert
Mittlerer Rammert este o arie protejată (sit de importanță comunitară — SCI, arie de protecție specială avifaunistică — SPA) din Germania întinsă pe o suprafață de 2.749,54 ha, integral pe uscat.

## Localizare
Centrul sitului Mittlerer Rammert este situat la coordonatele 48°26′52″N 8°58′39″E / 48.4478°N 8.9775°E.

## Înființare
Situl Mittlerer Rammert a fost declarat arie de protecție specială avifaunistică în martie 2001 pentru a proteja 17 specii de animale. Situl a fost protejat și ca sit de importanță comunitară în martie 2001.

## Biodiversitate
Situată în ecoregiunea continentală, aria protejată nu include niciun habitat protejat.
La baza desemnării sitului se află mai multe specii protejate de  păsări (17): pescăruș albastru (Alcedo atthis), cocoșul de mesteacăn (Bonasa bonasia), porumbel de scorbură (Columba oenas), ciocănitoarea de stejar (Dendrocopos medius), ciocănitoare neagră (Dryocopus martius), șoimul rândunelelor (Falco subbuteo), muscar-gulerat (Ficedula albicollis), capîntortură (Jynx torquilla), sfrâncioc roșiatic (Lanius collurio), sfrâncioc cu cap roșu (Lanius senator), gaia neagră (Milvus migrans), gaia roșie (Milvus milvus), viespar (Pernis apivorus), pitulice de munte (Phylloscopus bonelli), ciocănitoare verzuie (Picus canus), mărăcinar (Saxicola rubetra), Tachybaptus ruficollis ruficollis